# Fort de Hel
Fort de Hel is een fort dat op enkele honderden meter ten noordwesten van Helwijk gelegen is. Het maakte deel uit van de Stelling van het Hollandsch Diep en het Volkerak.

## Geschiedenis
Reeds in 1748 werd op deze plaats naar het ontwerp van kapitein-ingenieur Michiel Mattheus van Oosterzee (1720-1774) het Fort Anna gebouwd, vernoemd naar Anna van Hannover. In 1793 werd het fort Carolina genoemd, maar het was toen al vervallen.
De Fransen bouwden hier in 1811 het Fort "l'Enfer", voor de verdediging van Willemstad bij een eventuele Engelse invasie. Dit fort werd in 1813 omgedoopt in de huidige naam. Het was een vierkant geheel waarin een Franse militaire toren (tour modèle no. 3) stond, die 14 manschappen en 9500 kg buskruit kon bevatten. Dit is een van de drie overgebleven tours-modeles in Nederland. Van 1882-1884 werd het fort gemoderniseerd. Het kon toen 118 man bevatten. Deze sterkte werd tijdens de Eerste Wereldoorlog ook aangehouden.
Het fort ligt aan een water. Het werd gebruikt voor de uitwatering van de aangrenzende polders. Dit water liep naar het westen, langs Fort Sabina Henrica en mondde uit bij de Heyningse of Helse Haven in het Volkerak. Hier lag een stenen spuisluis met een vloeddeur en schuif. Omstreeks 1960 verdween de haven en werd de zeedijk gesloten waarmee de verbinding met open water verloren ging.
Het fort moest, samen met Fort Bovensluis, rugdekking verlenen aan het Fort Sabina Henrica. In 1926 werd het als zodanig opgeheven. Het fort werd, net als andere oudere fortificaties in de omgeving, gedurende de mobilisatie opnieuw bezet met militairen. Secties van het 1e Bataljon van het 39e Regiment Infanterie bezetten de forten Sabina en De Hel. Zij vormden onderdeel van de voorverdediging die Vesting Willemstad heette. Ze inundeerden de Ruigenhilse polder, wierpen versperringen op en bezetten een zwakke verdedigingslinie. Op 14 mei 1940 werd het fort aangevallen door een formatie Duitse pantserwagens, die de bezetting tot overgave dwong. Het gevecht leverde schade aan het fort op en een nabij gelegen woning brandde uit.
In de periode 1941-1944 werd het fort door de Duitsers bezet. Op 5 november 1944 werd de versterking benaderd door de South Wales Borderers, die dachten dat er geen bezetting meer aanwezig was. De bevrijders werden onverwacht nog vanuit De Hel door mortiervuur aangevallen, waarbij enkele doden vielen. Tegen de avond waren de Duitsers vertrokken en werd het fort alsnog ingenomen.
In 1957 werd op het fort een straalzender geplaatst ten behoeve van Vliegbasis Woensdrecht, maar in 1961 eindigde het militaire gebruik. De sterkte kwam in bezit van de gemeente en werd in 1988 tot rijksmonument verklaard.

## Hergebruik
Vanaf 1994 wordt het fort verhuurd aan de Stichting Vrienden van de Hel, die er een atelier van kunstenaar Frank Kastelein in vestigde. Het is opgenomen in het Floris V-pad voor langeafstandswandelaars en dagelijks opengesteld voor bezichtiging. Naast commerciële recreatieactiviteiten worden er ook culturele activiteiten georganiseerd zoals theatervoorstellingen, de "Nacht van de Poëzie" en het is onderdeel van de jaarlijkse kunst- en cultuurroute van Moerdijk.